# Infinito Particular
Infinito Particular é o sétimo álbum de estúdio da cantora brasileira Marisa Monte. É o primeiro totalmente autoral; todas do álbum foram escrita por Marisa com outros autores. O álbum debutou na primeira posição dos discos mais vendidos no Brasil, se tornando o sétimo álbum consecutivo de Monte a alcançar essa posição na parada musical. 

## Lançamento
Foi lançado em 2006, simultaneamente com CD Universo ao Meu Redor. Vendeu 250 mil no Brasil, sendo certificado de duas vezes platina. Ganhou vários prêmios incluindo: Prêmio TIM de Música na categorias Melhor Cantora Pop e Melhor Cantora Voto Popular . Em 2009, o disco foi eleito pelo site da MTV Brasil, como quadragésimo sexto dos Os 55 Melhores Discos Pop Nacionais, lançando 1998 a 2008.
Para promover tanto este álbum quanto Universo ao Meu Redor, lançado simultaneamente, Marisa embarcou na turnê Universo Particular Tour 2006/2007, que rendeu o CD+DVD Infinito ao Meu Redor.
O álbum é composto de músicas inéditas compostas por Marisa e parceiros alguns anos antes do álbum ser lançado. De acordo com a mesma, havia vários cadernos com letras que ela nunca havia gravado e publicado em CD, então as aproveitou. "Gerânio" foi escrita por uma prima de Marisa, para quem foi enviada por carta em 1991. Originalmente Marisa, que na época namorava Nando Reis, não quis grava-la, mas Nando acabou dando uma revisada na canção e a fez mais autobiográfica, com Marisa desde o primeiro momento adorando a letra.
Infinito Particular é por ora o único disco completamente autoral de Marisa, visto que ela participa da autoria de todas as letras do disco.

## Faixas
| Infinito Particular |                        |                                              |         |  |
| N.º                 | Título                 | Compositor(es)                               | Duração |  |
| 1.                  | "Infinito Particular"  | Arnaldo Antunes Marisa Monte Carlinhos Brown | 4:09    |  |
| 2.                  | "Vilarejo"             | Monte Pedro Baby Brown Antunes               | 3:27    |  |
| 3.                  | "Pra Ser Sincero"      | Brown Monte                                  | 2:54    |  |
| 4.                  | "Levante"              | Antunes Brown Monte Seu Jorge                | 2:30    |  |
| 5.                  | "Aquela"               | Monte Leonardo Reis                          | 2:49    |  |
| 6.                  | "A Primeira Pedra"     | Brown Monte Antunes                          | 2:53    |  |
| 7.                  | "O Rio"                | Seu Jorge Brown Antunes Monte                | 2:38    |  |
| 8.                  | "Gerânio"              | Nando Reis Monte Jennifer Gomes              | 2:49    |  |
| 9.                  | "Quem Foi"             | Monte Marcelo Yuka                           | 2:38    |  |
| 10.                 | "Pernambucobucolismo"  | Monte Rodrigo Campello                       | 2:53    |  |
| 11.                 | "Aconteceu"            | Monte Antunes                                | 3:05    |  |
| 12.                 | "Até Parece"           | Monte Dadi Antunes Brown                     | 2:22    |  |
| 13.                 | "Pelo Tempo que Durar" | Adriana Calcanhotto Monte                    | 3:27    |  |

## Desempenho nas paradas
| Paradas                | Melhor posição | Certificação | Vendagem    |
| ---------------------- | -------------- | ------------ | ----------- |
| Brasil - Parada de CDs | 1              | 2× Platina   | 300,000 mil |